# Курбаткин, Геннадий Павлович
Генна́дий Па́влович Курба́ткин (23 июля 1930, Ташкент — 9 сентября 2011, Москва) — советский и российский метеоролог, член-корреспондент АН СССР (1976).

## Биография
Сын командира РККА, будущего генерал-лейтенанта П. С. Курбаткина.
Окончил Среднеазиатский (Ташкентский) университет (1953). Ученик И. А. Кибеля.
Работал в Институте физики атмосферы АН СССР (1955—1957), в Институте прикладной геофизики (1957—1961), в Гидрометслужбе СССР (1961—1963).
В 1963—1984 годах заведовал лабораторией задач физики и химии Института математики СО АН СССР; с 1964 года — заведующий лабораторией (отделом) прогноза погоды Вычислительного центра СО АН СССР.
По совместительству в 1964—1971 годах — доцент Новосибирского государственного университета.
С 1983 работал в Москве: заместитель директора Гидрометеорологического научно-исследовательского центра СССР, заведующий отделом динамики климата Института глобального климата и экологии Росгидромета и РАН (с 1989).
Автор научных исследований по численному моделированию динамики атмосферных процессов, теории планетарной и атмосферной циркуляции и гидродинамического долгосрочного прогноза погоды.
Доктор физико-математических наук (1971, диссертация «„Ультра-длинные атмосферные волны и долгосрочный прогноз погоды“»), член-корреспондент АН СССР (23.12.1976, физика атмосферы).
Награждён орденом «Знак Почёта», медалью ордена «За заслуги перед Отечеством» II степени (1999) и другими медалями.
Умер в 2011 году. Похоронен на Троекуровском кладбище.